# Anachrostis elachista
Anachrostis elachista är en fjärilsart som beskrevs av Fletcher 1957. Anachrostis elachista ingår i släktet Anachrostis och familjen nattflyn. Inga underarter finns listade i Catalogue of Life.